# David Rosier
David Rosier (* 8. Dezember 1973) ist ein französischer Drehbuchautor und Filmproduzent, der bei der Oscarverleihung 2015 zusammen mit den Regisseuren Wim Wenders und Juliano Ribeiro Salgado für seine Arbeit an dem Dokumentarfilm Das Salz der Erde für einen Oscar in der Kategorie Bester Dokumentarfilm nominiert war. Der Film gewann 2015 auch einen César als Bester Dokumentarfilm. Er ist der erste Film von Rosiers Filmproduktionsfirma Decia Films, die er 2011 gegründet hatte. Rosier begann sein Schaffen als Filmproduzent 2004 und gründete 2006 seine erste Produktionsfirma MoOndog Production.  Ein weiteres Mal hat er mit Wenders am Drehbuch für den Dokumentarfilm Papst Franziskus – Ein Mann seines Wortes (2018) zusammengearbeitet.